# Mojo usuratus
Mojo usuratus è una specie di mammiferi primitivi vissuto nel trado Triassico del Belgio. È stato sperimentalmente assegnato all'ordine dei Multituberculata, sottordine plagiaulacida, ed è membro della famiglia Paulchoffatiidae, genere Mojo.

## Descrizione
M. usuratus è conosciuto dai resti di un solo premolare superiore incompleto, con due radici, e caratterizzato dalla corona con due file di cuspidi longitudinali e da una porzione anteriore di smalto simile a una cresta ("cingulum"). Una fila di cuspidi, la presunta labiale, è più larga della linguale. La corona è erosa orizzontalmente all'altezza della base.
I resti fossili di M. usuratus sono stati ritrovati nella formazione Mortinsart presso Gaume, nel Belgio meridionale e vennereo classificati da G. Hahn et al. nel 1987.

## Sistematica
Hahn, Lepage, e Wouters (1987) hanno basato la loro classificazione provvisoria del premolare superiore incompleto ai multitubercolati particolarmente per il tipo di rivestimento, diverso da quello degli Haramiyidae e dei Tritylodontidae, ma caratteristico nei Paulchoffatiidae. dato il lasso temporale, tra i 32 e i 57 milioni di anni, che separa Mojo (Retico inferiore) dai primi indiscussi multitubercolati (Bathoniano o Kimmeridgiano) e la scarsa conoscenza di questo taxon, la sua attribuzione ai multitubercolati rimane aperta a verifiche. Se fosse un multitubercolato comunque apparterrebbe al ramo paulchoffatiide.

## Tassonomia
Sottoclasse  †Allotheria Marsh, 1880
- Ordine †Multituberculata Cope, 1884:
  - Sottordine †Plagiaulacida Simpson, 1925

Ramo Paulchoffatiidae
- -     - Famiglia †Paulchoffatiidae Hahn, 1969
      - Sottofamiglia †Paulchoffatiinae Hahn, 1971
        - Genere †Paulchoffatia Kühne, 1961
          - Specie †P. delgadoi Kühne, 1961

        - Genere †Pseudobolodon Hahn, 1977
          - Specie †P. oreas Hahn, 1977
          - Specie †P. krebsi Hahn & Hahn, 1994

        - Genere †Renatodon Hahn, 2001
          - Specie †R. amalthea Hahn, 2001

        - Genere †Henkelodon Hahn, 1987
          - Specie †H. naias Hahn, 1987

        - Genere †Guimarotodon Hahn, 1969
          - Specie †G. leiriensis Hahn, 1969

        - Genere †Meketibolodon (Hahn, 1978) Hahn, 1993
          - Specie †M. robustus (Hahn, 1978) Hahn, 1993

        - Genere †Plesiochoffatia Hahn & Hahn, 1999
          - Specie †P. thoas Hahn & Hahn, 1998
          - Specie †P. peparethos Hahn & Hahn, 1998
          - Specie †P. staphylos Hahn & Hahn, 1998

        - Genere †Xenachoffatia Hahn & Hahn, 1998
          - Specie †X. oinopion Hahn & Hahn, 1998

        - Genere †Bathmochoffatia Hahn & Hahn, 1998
          - Specie †B. hapax Hahn & Hahn, 1998

        - Genere †Kielanodon Hahn, 1987
          - Specie †K. hopsoni Hahn, 1987

        - Genere †Meketichoffatia Hahn, 1993
          - Specie †M. krausei Hahn, 1993

      - Sottofamiglia Incertae sedis
        - Genere †Galveodon Hahn & Hahn, 1992
          - Specie †G. nannothus Hahn & Hahn, 1992

        - Genere †Sunnyodon Kielan-Jaworowska & Ensom, 1992
          - Specie †S. notleyi Kielan-Jaworowska & Ensom, 1992

    - Famiglia ?Paulchoffatiidae
      - Sottofamiglia Incertae sedis
        - Genere †Mojo Hahn et al., 1987
          - Specie †M. usuratus Hahn et al., 1987